# Bioggio
Bioggio é uma comuna da Suíça, no Cantão Tessino, com cerca de 2.193 habitantes. Estende-se por uma área de 5,48 km², de densidade populacional de 400 hab/km². Confina com as seguintes comunas: Agno, Alto Malcantone, Aranno, Cademario, Iseo, Lugano, Manno, Muzzano, Vernate, Vezia.
A língua oficial nesta comuna é o Italiano.